# Johan Hjort (Schiff)
Die Johan Hjort ist ein Forschungsschiff des norwegischen Havforskningsinstituttet.

## Geschichte
Das Schiff wurde unter der Baunummer 146 von Flekkefjord Slipp & Maskinfabrikk gebaut. Die Kiellegung fand am 14. Oktober 1989, der Stapellauf am 21. April 1990 statt. Die Fertigstellung des Schiffes erfolgte am 17. November 1990.
Benannt ist das Schiff nach dem norwegischen Meeresbiologen Johan Hjort, erster Direktor des Havforskningsinstituttet und einer der Gründer des International Council for the Exploration of the Sea.
Es wird in erster Linie in den norwegischen Küstengewässern und der ausschließlichen Wirtschaftszone Norwegens für die Fischerei- und Umweltforschung genutzt.

## Technische Daten und Ausstattung
Das Schiff wurde ursprünglich von einem Dieselmotor des Herstellers Wichmann (Typ: 8V28B) mit 2400 kW Leistung angetrieben. Für die Stromversorgung standen zwei Dieselgeneratorsätze zur Verfügung, die von je einem Cummins-Dieselmotor (Typ: KTA 19 G) angetrieben wurden. Weiterhin wurde ein Notgenerator von Cummins verbaut (Typ: 4BT 3.9G2).
Im Winter 2016/2017 wurde die Antriebsanlage des Schiffs auf der Werft Båtbygg AS in Raudeberg durch einen Hybridantrieb ersetzt. Der Hauptmotor wurde durch einen Caterpillar-Dieselmotor (Typ: C280-6) mit 1900 kW Leistung ersetzt. Der Antriebsmotor wirkt über ein Untersetzungsgetriebe auf einen Verstellpropeller und treibt über einen Nebenabtrieb einen Wellengenerator an. Dieser kann bei Ausfall des Hauptmotors auch als Notantrieb genutzt werden. Die Konfiguration erlaubt den Antrieb in einem dieselelektrischen Modus bei Nutzung der Generatoren und ausgeschaltetem Hauptmotor. Dies führt im Betrieb zu deutlich weniger Unterwasserlärm. Die Motoren für den Antrieb der Generatoren wurden ebenfalls durch Caterpillar-Dieselmotoren (Typ: 3512C) ersetzt. Der von einem Cummins-Motor angetriebene Notgenerator blieb erhalten. Die Motoren sind mit SCR-Katalysatoren und einem Abgaswäscher zur Abgasnachbehandlung ausgerüstet.
Außerdem wurden Lithium-Ionen-Akkumulatoren mit 292 kWh installiert, die überschüssige Energie speichern und im Bedarfsfall wieder abgeben können. Hierdurch können etwa 5 bis 10 Prozent Treibstoff eingespart werden. Das Schiff ist mit einem Bug- und einem Heckstrahlruder sowie zusätzlich mit einem als Wasserstrahlantrieb ausgelegten, zusätzlichen Bugstrahlruder ausgerüstet.
Das Schiff kann für die Fischereiforschung als Hecktrawler eingesetzt werden. Es ist mit einer Heckaufschleppe versehen. Es ist mit verschiedenen Geräten für die Entnahme von Proben und für den Einsatz einer CTD-Rosette ausgerüstet. 1995 wurde das Schiff mit einem ausfahrbaren Instrumentenhalter für Echolot und Sonar nachgerüstet. An Bord stehen verschiedene Hebewerkzeuge zur Verfügung. Das Schiff ist mit einem Heckgalgen ausgestattet. Dieser kann 10 t heben. Im Achterschiffsbereich steht ein 316 m² großes Arbeitsdeck zur Verfügung.
Für Besatzung und Wissenschaftler stehen 24 Einzel- und fünf Doppelkabinen zur Verfügung.
Der Rumpf des Schiffes ist eisverstärkt (Eisklasse 1C).